# Óscar Tena García
Óscar Tena García (València, 1970) és un polític valencià, ha estat alcalde de Vilafranca (els Ports) de 2003 a 2019 i diputat a les Corts Valencianes en la VIII Legislatura.
Diplomat en Turisme per la Universitat d'Alacant, ha treballat com a gerent d'una empresa turística i d'assessor del Grup Socialista a la Diputació de Castelló. Milita al Partit Socialista del País Valencià (PSPV) del qual ha sigut president nacional des de l'XI Congrés l'any 2008 quan Jorge Alarte fou triat Secretari General, fins al 2012 quan Ximo Puig accedí a la secretaria general.
Fou alcalde de Vilafranca des del 2003 fins 2019, ha estat president de la Mancomunitat dels Ports (2003-2009), diputat provincial de Castelló (2009-2011) i diputat a les Corts Valencianes (2011-2015).